# Saintpaulia
Die Saintpaulia ist eine der kleineren Pflanzengattung in der Familie der Gesneriengewächse (Gesneriaceae). Die etwa elf Arten sind in tropischen Regenwäldern der ostafrikanischen Länder Tansania und Kenia beheimatet. Zahlreiche Zuchtformen, bekannt als Usambaraveilchen, sind als Zimmerpflanzen beliebt.

## Beschreibung

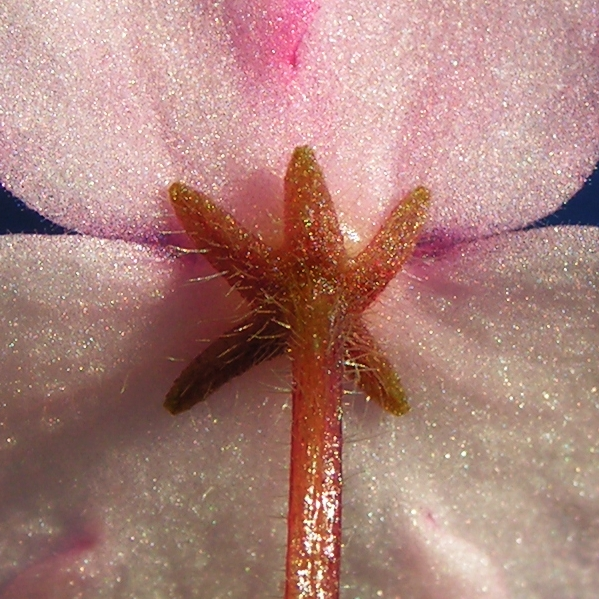
Behaarte Unterseite einer Blüte des Usambaraveilchens (Saintpaulia-ionantha-Hybride) mit den fünf fast freien Kelchblättern.

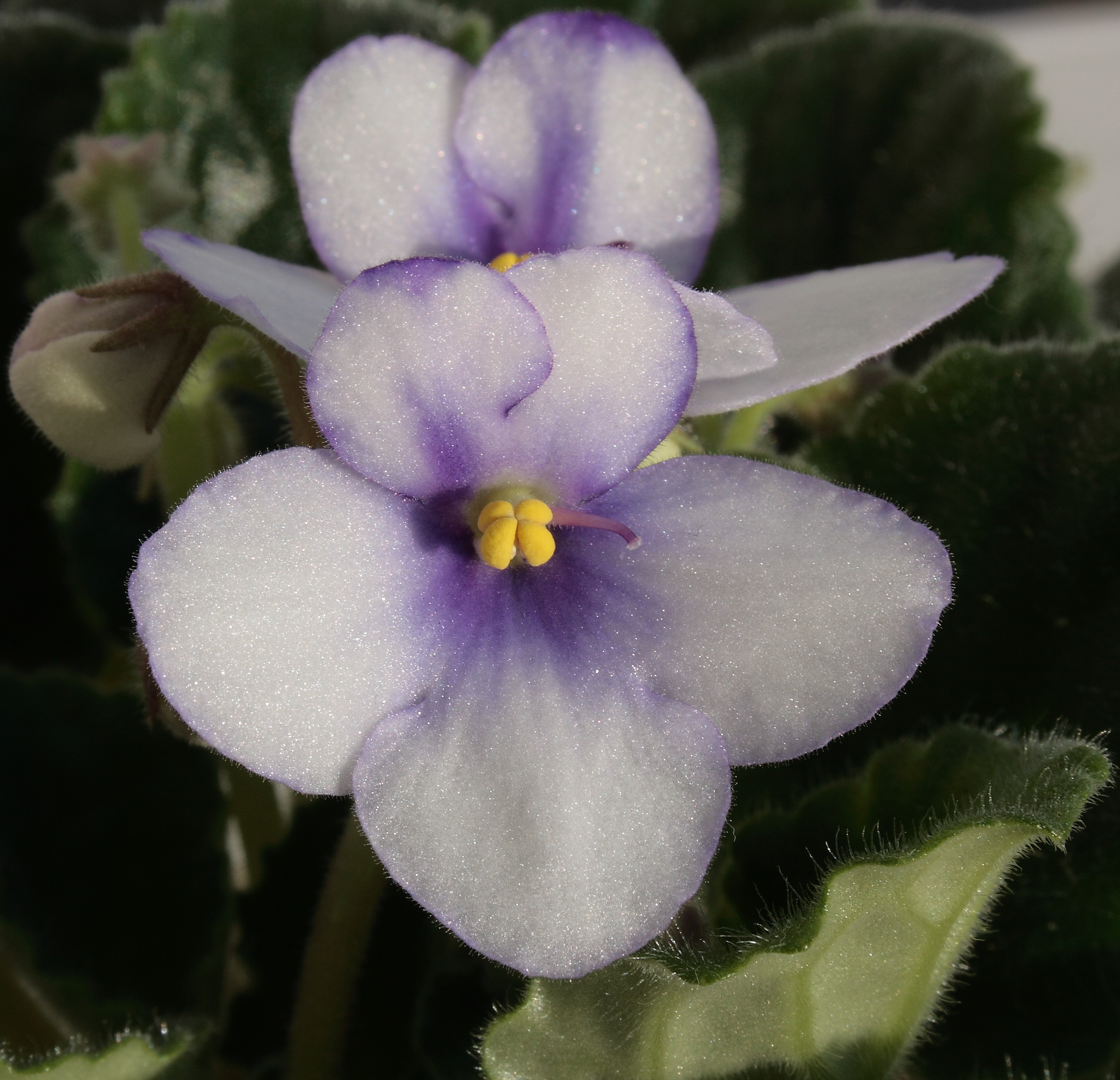
Leicht zygomorphe Blüte des Usambaraveilchens (Saintpaulia-ionantha-Hybride) mit dem zur Seite gerichteten Griffel.

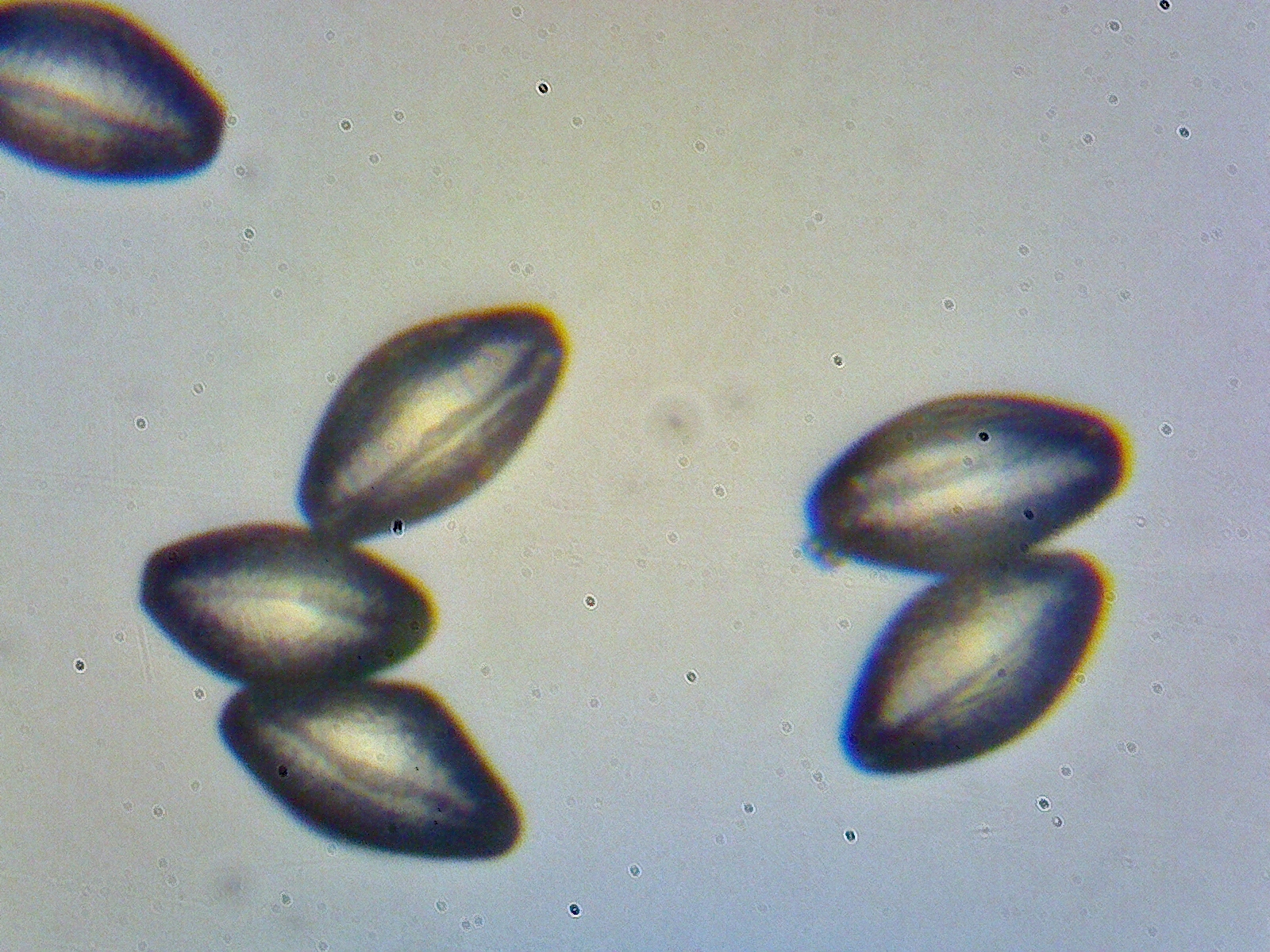
Pollen von Saintpaulia spec.

### Vegetative Merkmale
Bei Saintpaulia-Arten und ihren Sorten handelt sich um ausdauernde krautige Pflanzen von rosettigem (beispielsweise Saintpaulia ionantha, Saintpaulia rupicola) oder kriechendem (beispielsweise Saintpaulia inconspicua, Saintpaulia goetzeana, Saintpaulia ionantha subsp. grotei, Saintpaulia ionantha subsp. occidentalis) Wuchs. Die oberirdischen Pflanzenteile sind behaart. Die kurzen, dicken oder kriechenden Stängel besitzen deutliche Internodien und können an den Nodien Wurzeln bilden.
Die gegen- oder wechselständig angeordneten Laubblätter sind in Blattstiel und Blattspreite gegliedert. Die mehr oder weniger fleischigen Blattspreiten sind rundlich bis elliptisch und pelzig behaart.

### Generative Merkmale
Achselständig auf Blütenstandsschäften stehen in zymösen Blütenständen ein bis mehrere Blüten. Die Deckblätter sind klein und länglich. Es ist ein mehr oder weniger langer Blütenstiel vorhanden.
Die zwittrigen, fünfzähligen, leicht zygomorphen Blüten besitzen eine doppelte Blütenhülle (Perianth). Die fünf linealen oder lanzettlichen Kelchblätter sind nur an ihrer Basis verwachsen. Die fünf Kronblätter sind nur sehr kurz röhrig verwachsen. Die Krone ist zweilippig mit einer zweilappigen Oberlippe und einer dreilappigen Unterlippe. Die ausgebreiteten Kronlappen besitzen eine kahle Oberseite, eine behaarte Unterseite und bewimperte Ränder. Das Farbenspektrum der Kronblätter reicht je nach Art und Sorte von rot über rosa-, purpurfarben und violett bis blau oder weiß. Bei Wildformen sind nur zwei Staubblätter fertil. Die gedrungenen, etwas abgeflachten und gedrehten Staubfäden sind in der Kronröhre inseriert. Die robusten, großen Staubbeutel sind nierenförmig und leuchtend gelb. Es sind zwei bis drei Staminodien vorhanden. Bei Kulturformen können mehr bis alle fünf Staubblätter fertil sein. Der kurze Fruchtknoten ist konisch und dicht behaart; er geht abrupt in den Griffel über. Der sich links oder rechts des Zentrums der Krone befindliche, steife Griffel endet in einer kleinen, kopfigen oder leicht zweilappigen Narbe.
Die Kapselfrüchte sind eiförmig bis lineal-zylindrisch. Die Samen sind warzig.
Die Chromosomenzahlen betragen 2n = 28 und bei Kulturformen auch 30 oder 60.

## Vorkommen
Die elf Saintpaulia-Arten kommen in Regenwäldern in Ostafrika im nördlichen Tansania und südöstlichen Kenia vor, wobei der Verbreitungsschwerpunkt in den Usambara- und Uluguru-Bergen im Nordosten Tansanias liegt.
Die Standorte sind meist feucht und schattig und liegen je nach Art im Tiefland, im Mittel- oder im Hochgebirge. Zumeist wachsen die Pflanzen auf feuchten Felsen (Lithophyten) im Schatten von Bäumen und entlang von Fließgewässern. Wegen der weitgehenden Vernichtung ihrer Lebensräume sind alle Arten bedroht bis gefährdet.

## Systematik

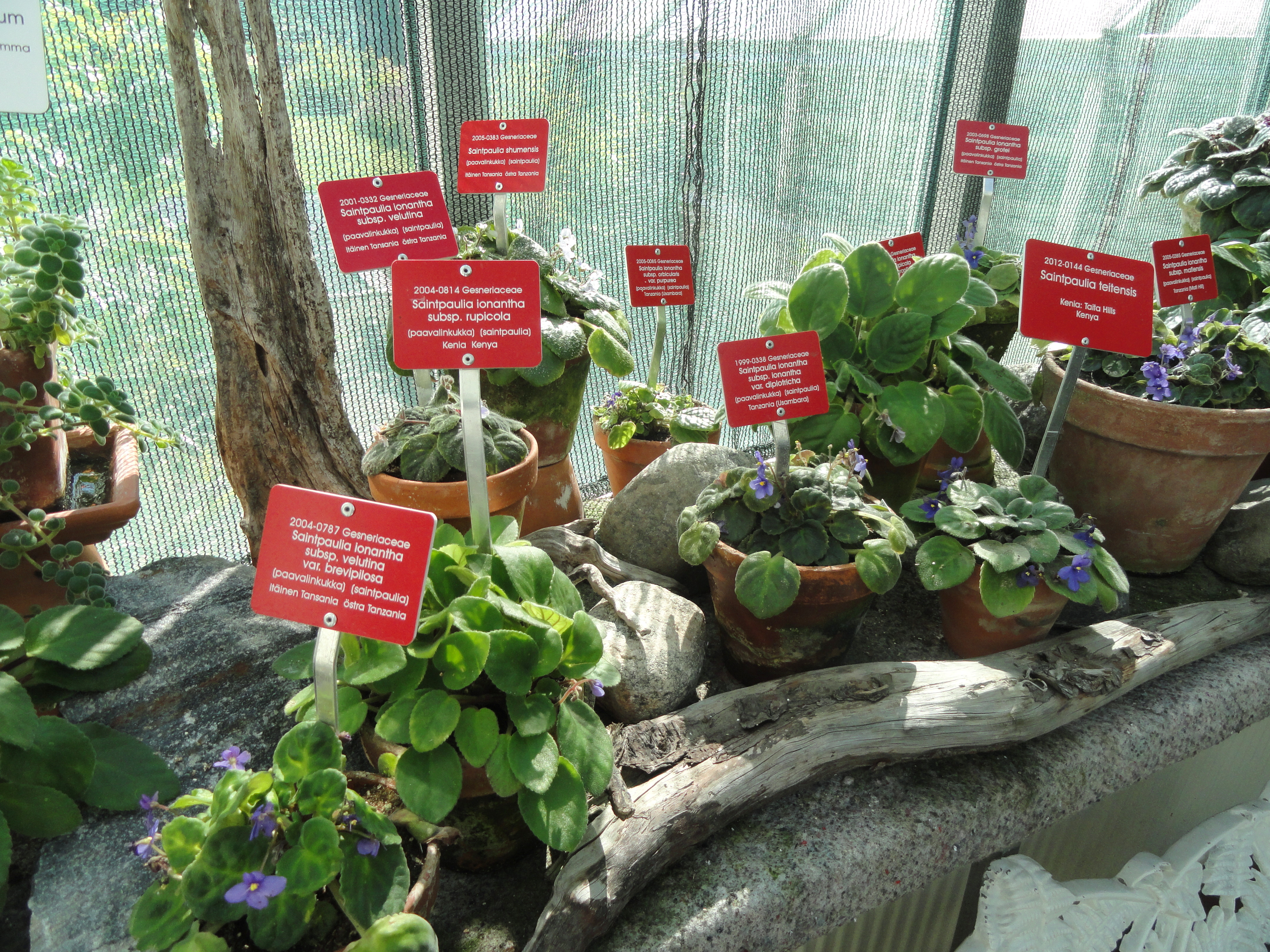
Sammlung von Saintpaulia spec. Wildformen im Botanischen Garten in Kaisaniemi, Helsinki

Der Botaniker Hermann Wendland stellte die Gattung Saintpaulia 1893 in Gartenflora, Band 42, 321, Tafel 1391 mit der Typusart Saintpaulia ionantha H.Wendl. auf. Er benannte sie nach dem Entdecker der ersten Art, dem deutschen Kolonialbeamten in Ostafrika Adalbert Emil  Walter Le Tanneux von Saint Paul-Illaire (1860–1940) und seinem Vater, Ulrich Maximilian Le Tanneux von Saint-Paul-Illaire (1833–1902), einem deutschen Marineoffizier und Politiker. Die ersten Pflanzenexemplare wurden 1892 in the Usambara-Bergen im heutigen Tansania entdeckt.
Die Gattung Saintpaulia gehört zur Tribus Didymocarpeae innerhalb der „Didymocarpoiden“ Gesneriaceae.
In der Revision von Saintpaulia durch Burtt (1958) listete er 19 Arten auf. Danach wurden wenige Arten neu beschrieben, so dass die Artenzahl auf etwa 22 stieg. Durch Kombination molekularer, morphologischer und ökologischer Untersuchungen ergab sich eine Reduzierung der Artenzahl. Darbyshire (2006) akzeptierte nur sechs, Smith et al. (1998) neun Arten, wobei in beiden Veröffentlichungen viele der traditionalen Arten nun als Unterarten von Saintpaulia ionantha gelten. Elspeth M. Haston beschrieb 2009 zwei neue Arten, so dass sich eine Zahl von seit 2009 elf gültigen Arten ergibt.

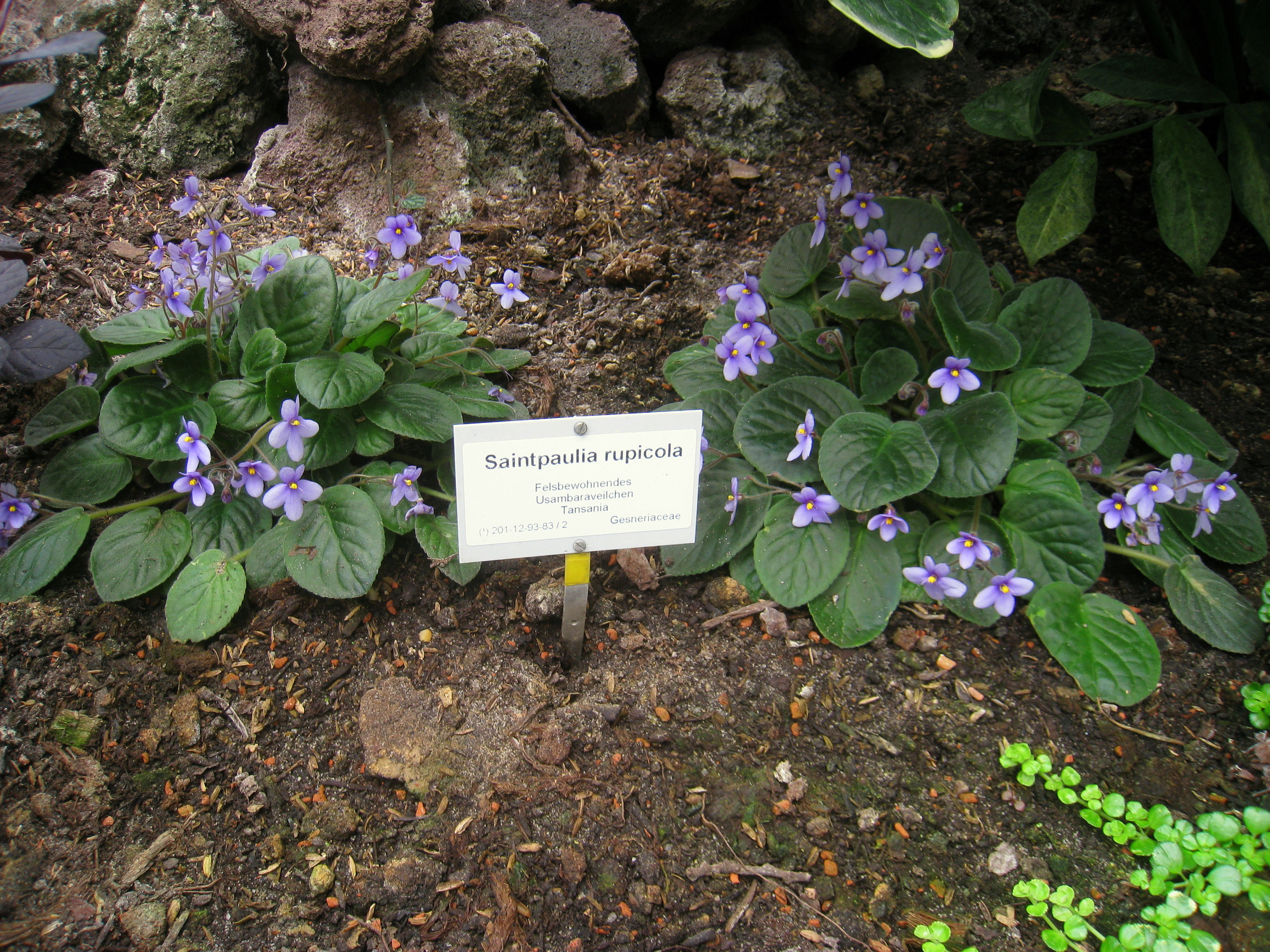
Felsbewohnendes Usambaraveilchen (Saintpaulia rupicola), eine Wildform im Botanischen Garten Berlin

Die elf gültigen Saintpaulia-Arten sind:
- Saintpaulia brevipilosa B.L.Burtt (Tansania)
- Saintpaulia goetzeana Engler (Tansania)
- Saintpaulia inconspicua B.L.Burtt (Tansania)
- Saintpaulia ionantha H.Wendl. (Tansania)
- Saintpaulia nitida B.L.Burtt (Tansania)
- Saintpaulia pusilla Engler (Tansania)
- Saintpaulia rupicola B.L.Burtt (Kenia)
- Saintpaulia shumensis B.L.Burtt (Tansania)
- Saintpaulia teitensis B.L.Burtt (Kenia)
- Saintpaulia ulugurensis Haston (Tansania)[6]
- Saintpaulia watkinsii Haston (Tansania)[7]

## Nutzung
Die Hybriden aus mehreren Arten, Usambaraveilchen (Saintpaulia-ionantha-Hybride) genannt, gehören weltweit zu den beliebtesten blühenden Zimmerpflanzen. Es wurden sehr viele Sorten mit einfachen, gefüllten oder gefransten Blüten in vielen Farbtönen gezüchtet.